# IWBF女子U25車いすバスケットボール世界選手権
IWBF女子U25車いすバスケットボール世界選手権（IWBF U25 Women’s Wheelchair Basketball World Championship）は、国際車いすバスケットボール連盟（IWBF）が主催して開催されている25歳以下の女子車いすバスケットボールナショナルチームの世界選手権大会。2011年にカナダのオンタリオ州セントキャサリンズで第1回大会を開催し、以降4年ごとに開催されている。

## 結果
| 回 | 年   | 開催地             | 1              | 2              | 3        |
| -- | ---- | ------------------ | -------------- | -------------- | -------- |
| 1  | 2011 | セントキャサリンズ | アメリカ合衆国 | オーストラリア | イギリス |
| 2  | 2015 | 北京               | イギリス       | オーストラリア | 中国     |
| 3  | 2019 | スパンブリー県     | アメリカ合衆国 | オーストラリア | イギリス |